# ルドルフ・クリストフ・オイケン
ルドルフ・クリストフ・オイケン（Rudolf Christoph Eucken, 1846年1月5日 - 1926年9月15日）は、ドイツの哲学者。ノーベル文学賞受賞者。通常ミドルネームは外して、ルドルフ・オイケンと名前を表記する。

## 生涯
ハノーファー王国（現ニーダーザクセン州）のアウリッヒに生まれる。郵便局長だった父親のアンモ・ベッカー・オイケンと唯一の兄は、早く亡くなった。そのため、彼は母親イーダ（旧姓ギッターマン）の愛情を一身に受けて育った。アウリッヒのギムナジウムに学んだ後、1863年からゲッティンゲン大学で、グスタフ・タイヒミューラーとルドルフ・ヘルマン・ロッツェの下で哲学、古典哲学、古代史を学び始める。大学では、殊更際立ったほどではないにせよ後には学生組合に育っていく団体に所属した。後年のフリージア・ゲッティンゲン (Corps Frisia Göttingen) がそれである。その他、ゲッティンゲンの学生合唱団にも入っていた。彼はその後、ベルリン大学でも学んだ。彼が特に親しくした学生の1人が、アドルフ・トレンデレンブルクである。ゲッティンゲン大学を卒業し学士号を取得。
1886年、彼は「アリストテレスの理性論」というテーマで、ゲッティンゲン大学で古典哲学、古代史で博士号の学位を取得した後、1867年から1871年までフーズム、ベルリン、そしてフランクフルト・アム・マインのギムナジウムで教壇に立った。同時にオイケンは、アリストテレスとトマス・アクィナスを巡ってキリスト教と哲学史的な諸問題について研鑽を積んだ。
1871年、バーゼル大学の哲学と教育学の正教授として招聘を受ける。次いで1874年の復活祭にはイェーナ大学の哲学の教授として招聘を受ける。1920年まで在職し、その間他のいくつかの大学からの招聘は断った。
1882年、イレーネ・パッソウと結婚。3人の子どもをもうけ、その中に化学者のアルノルト・オイケン（1884年 - 1950年）と国民経済学者ヴァルター・オイケンがいる。
1908年、「真理の倦むことのない探究と透徹した思想の逞しさ、世界に開かれた眼差し、温厚にして力強い叙述と、それによって理想的な世界観を代表し、発展させた」という理由によりノーベル文学賞を授与された。それに引き続き、1911年にはイングランド、1913年 - 1914年にはアメリカ合衆国、1914年にはオランダに交換教授として滞在した。第一次世界大戦においては、彼は国民的な理想を代弁した。
1916年1月5日、70歳の誕生日にイェーナの名誉市民に選ばれた。イェーナ大学の教授として41年にわたりその任にあり、大学の誇りにして市の名声を上げるのに寄与したというのが、その理由である。

## 主な著作

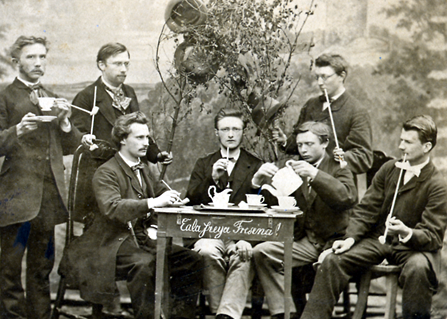
ゲッティンゲン大学の学生時代、学生団フリージアの仲間と。オイケンは写真中央

- Die Lebensanschauungen der großen Denker, 1890
- Der Kampf um einen geistigen Lebensinhalt, 1896
- Der Wahrheitsgehalt der Religion, 1901
- Grundlinien einer neuen Lebensanschauung, 1907
- Philosophie der Geschichte, 1907
- Geistige Strömungen der Gegenwart, 1908
- Der Sinn und Wert des Lebens, 1908
- Present Day Ethics in their Relation to the Spiritual Life (Alltagsethik in ihrem Verhältnis zum geistigen Leben), 1913